# Florian Kluckert

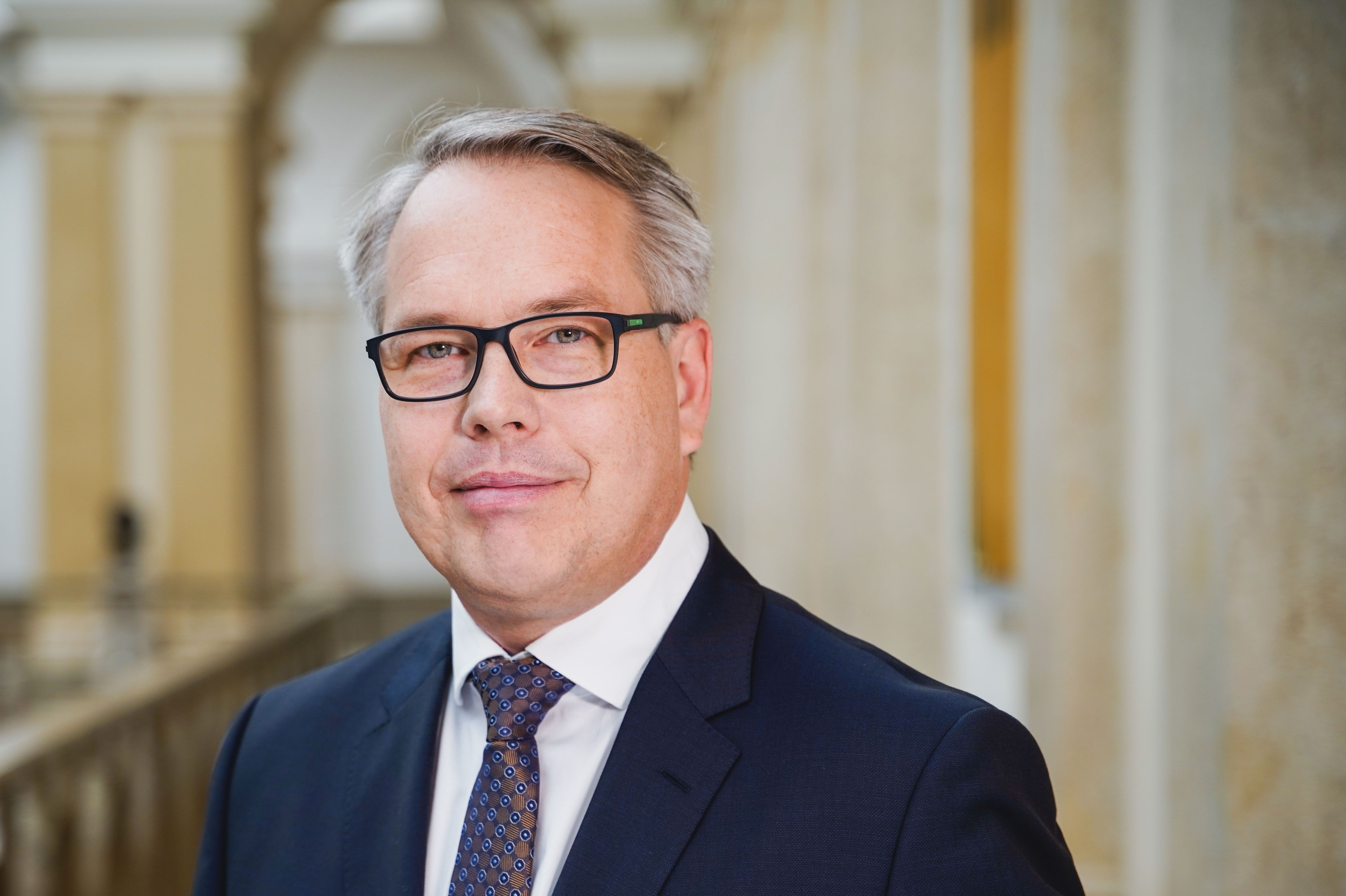
Florian Kluckert (2021)

Florian Kluckert (* 1975 in Berlin) ist ein deutscher Politiker (FDP) und war von 2016 bis 2023 Mitglied des Abgeordnetenhauses von Berlin.

## Leben
Kluckert ist gelernter Kaufmann für audio-visuelle Medien und Diplom-Psychologe. Er trat 1997 der FDP bei. Von 2001 bis 2011 war er Leiter der Geschäftsstelle und Pressesprecher der FDP-Fraktion in der Bezirksverordnetenversammlung von Neukölln. Bei den Wahlen 2016 und 2021 erhielt Kluckert über die Bezirksliste Berlin-Neukölln ein Mandat im Abgeordnetenhaus. Nach dem Scheitern der FDP an der Fünfprozenthürde bei der Wiederholungswahl zum 19. Abgeordnetenhaus im Februar 2023 schied er aus dem Parlament aus. Kluckert war gesundheits- und kulturpolitischer Sprecher der FDP-Fraktion.
Von 2006 bis 2025 war er für das Deutsche Institut für Gesundheitsrecht tätig. Seit 2025 ist er für den Pharmakonzern Stada tätig.
Florian ist der Bruder von Sebastian und der Schwager von Daniela Kluckert.